# Постанджян, Заруи Амазасповна
Заруи Амазасповна Постанджян (арм. Զարուհի Համազասպի Փոստանջյան, род. 16 января 1972, Ереван) — армянский политик, адвокат, бывший депутат Парламента Армении (2007—2017). За умелые профессиональные навыки Общенациональным армянским союзом «Зоравар Андраник» награждена грамотой, орденом и памятной медалью, а за заслуги в деле становления палаты адвокатов Армении — грамотой палаты адвокатов.
- 1990—1994 — Ереванский юридический институт «МЮД». Юрист-правовед.
- 1993—1996 — работала в качестве старшего инспектора в экологической прокуратуре Республики Армения.
- 1998—1999 — юрист общественной организации «Хельсинкское общество».
- 1999 — получила лицензию на занятие адвокатской деятельностью от Союза адвокатов Республики Армения. Является членом палаты адвокатов Республики Армения. Проходила переподготовку в США, Швеции и Польше[источник не указан 4503 дня].
- 1999—2000 — работала в общественной организации «Центр по правам женщин».
- 1999—2000 — адвокат в ООО «Юридическая служба „Дикэ“».
- 2000—2002 — являлась руководителем ряда программ общественной организации «Международный союз армянских адвокатов».
- 2004—2005 — директор ООО «Эндакси».
- 2006—2007 — юрист детско-юношеской олимпийской спортивной школы Республики Армения по борьбе.
- 2000—2007 — являлась председателем, руководителем ряда программ общественной организации «Адвокаты — за права человека», одновременно являлась автором и ведущим программы телепередачи «Адвокат».
- 2007—2012, 2012—2017 — депутат Национального собрания Армении.

В феврале 2017 года Постанджян вышла из партии и одноименной фракции «Наследие». После этого, в марте она создала новую партию — «Еркир Цирани» (арм. Երկիր Ծիրանի, перевод — «Абрикосовая страна»). Девиз этой партии — «К Арарату». В мае 2017 года, по итогам выборов в Совет старейшин Еревана, партия получила 7,75 % или 26 107 голосов (5 мест из 65).

## Деятельность в ПАСЕ
24 июня 2009 года на пленарном заседании ПАСЕ была принята резолюция в отношении Армении. Заруи Постанджян выступила со следующими предложениями о внесении изменений в резолюцию ПАСЕ:
1. После пункта о том, что вследствие амнистии не все заключенные в связи с событиями 1 марта 2008 года выпущены на свободу, добавить, что Ассамблея призывает власти Армении применить все правовые инструменты для освобождения остальных людей также;
2. Добавить в проект пункт с призывом к властям Армении восстановить группу экспертов по сбору фактов расследования событий 1 марта и разрешить вовлечь в Группу международных независимых экспертов.

Согласно сайту Panorama.am, в целях поддержки своих предложений Заруи Постанджян обратилась к ряду делегатов ПАСЕ, в том числе и к членам азербайджанской и турецкой делегаций. Данная новость вызвала большой резонанс в Армении.
2 октября 2013 года на сессии ПАСЕ в Страсбурге Постанджян, обращаясь к президенту Армении после его выступления, спросила, проигрывал ли он в казино 70 млн евро. Данный поступок также был принят неоднозначно. 23 октября 2013 года Овик Абрамян не включил Постанджян в новый состав армянской делегации в ПАСЕ. Партия «Наследие» потребовала прекратить политическое преследование в отношении Постанджян.